# Leptolejeunea udarii
Leptolejeunea udarii là một loài Rêu trong họ Lejeuneaceae. Loài này được M. Dey & D.K. Singh mô tả khoa học đầu tiên năm 2010.